# York Factory Express

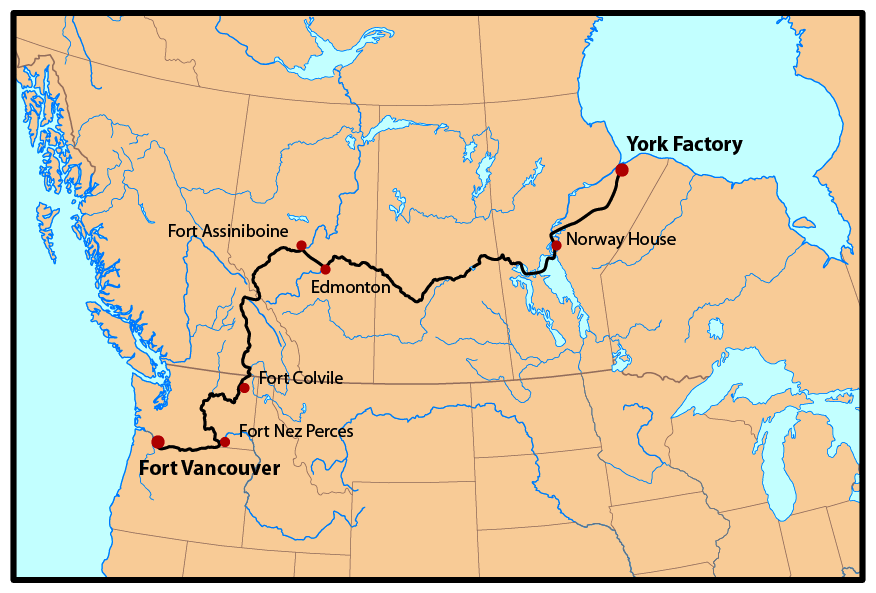
Mapa da rota da York Factory Express, entre as décadas de 1820 e 1840. As fronteiras são as atuais e não as da época.

A York Factory Express (em português, literalmente, «Expresso da Fábrica de York», no sentido de rota rápida, direta ou urgente), geralmente chamada a Express (em inglês:  the Express) e também a Columbia Express ou a Comunicação (the Communication), foi uma rota que cruzava a América do Norte, com cerca de 4200 km de comprimento, operada no século XIX por una brigada da Companhia da Baía de Hudson e ligava York Factory, nas margens da baía de Hudson, a Fort Vancouver, no curso baixo do rio Columbia, na costa do Pacífico.
Foi chamada express, já que não apenas era usada para o transporte de materiais e peles, mas  também para enviar rapidamente informação oficial e cartas. Foi a principal ligação por terra entre o Columbia District e a sede principal da Companhia da Baía de Hudson em York Factory. As cargas a granel destinadas ou oriundas do departamento de Colúmbia eram enviadas por via marítima. A brigada da "Express" era conhecida como a York Factory Express quando realizava a  viagem para leste, na primavera, e como a Columbia Express ou Autumn Express na viagem para oeste, no outono. Em ambos os casos utilizavam a mesma rota. Para expedir mensagens, os mensageiros passavam muitas vezes à frente dos corpos principais que levavam peles e mantimentos.
A York Factory Express evoluiu a partir de uma rota seguida pela brigada expresso da North West Company entre Fort George (originalmente Fort Astoria fundado em 1811 pela American Fur Company de John Jacob Astor), na foz do rio Colúmbia, até Fort William no Lago Superior.